# Auseinandersetzungen von Rovereta
Die Auseinandersetzungen von Rovereta (italienisch: Fatti di Rovereta) stellen ein kontroverses Ereignis in der san-marinesischen Geschichte dar, das im Jahre 1957 stattfand. Die Verfassungskrise entstand, weil das Parlament (Consiglio Grande e Generale) absichtlich beschlussunfähig gemacht wurde, um die geplante Neuwahl der Capitani Reggenti zu verhindern. In der Ortschaft Rovereta wurde eine provisorische Regierung eingesetzt, die sich gegen die von der Kommunistischen Partei San Marinos (PCS) und der Sozialistischen Partei San Marinos (PSS) gestellten Capitani Reggenti stellte, deren Amtszeit abgelaufen war. 

## Die politischen Hintergründe
Nach der Absetzung der nationalen Einheitspartei infolge des Endes des Faschismus regierte nach den Wahlen vom 11. März 1945 eine Linkskoalition aus der Kommunistischen Partei San Marinos (PCS) und der Sozialistischen Partei San Marinos (PSS) die Republik, deren Amt in den Wahlen im Jahre 1955 bestätigt wurde. Bei diesen Wahlen holten PCS und PSS gemeinsam 35 von insgesamt 60 Sitzen im Großen und Allgemeinen Rat (Consiglio Grande e Generale) und bildeten die Regierung.
Diese Regierung knüpfte engere diplomatische Beziehungen zur Sowjetunion. Vor dem Hintergrund des Kalten Krieges wollte die damalige italienische Regierung die amtierende kommunistische Regierung in der kleinen Republik nicht tolerieren. Daher hielt ein Teil der San-Marinesen den Ausstieg der kommunistischen PCS aus der Regierung für unentbehrlich, um die Beziehungen zu Italien nicht zu belasten und finanzielle Unterstützung von Italien und den Vereinigten Staaten zu erhalten.

## Die Entwicklungen vom Sommer bis zum Herbst 1957
Der san-marinesische Rat war ab Mitte April 1957 in der Krise, als fünf sozialistische Dissidenten eine neue Partei gründeten, die Partito Socialista Indipendente Sammarinese, die sich in der „demokratischen Koalition“ mit der Partito Democratico Cristiano Sammarinese und der Partito Socialista Democratico Sammarinese verbündete. Der Regierungskoalition mit 30 Sitzen stand nun eine gleich starke Opposition gegenüber. Daher weigerten sich den ganzen Sommer über die beiden Capitani Reggenti, Giordano Giacobini und Primo Marani, den Rat einzuberufen. Die Regierungszeit der Capitani war nach den Statuti (das san-marinesische Grundgesetz) bis 30. September begrenzt; vorher musste der Rat deren Nachfolger wählen. Die Wahl wurde von den Capitani auf den 19. September am Nachmittag festgesetzt; dazu musste der Rat einberufen werden.
Am 18. September stieg Attilio Giannini, der 1955 als Parteiloser in die Liste der PCS gewählt wurde, aus der bisherigen kommunistisch-sozialistischen Regierungskoalition aus und verhalf den bisherigen Oppositionsparteien zu einer Mehrheit, bestehend aus 23 Abgeordneten der Partito Democratico Cristiano Sammarinese, 5 der Partito Socialista Indipendente Sammarinese, 2 der Partito Socialista Democratico Sammarinese und dem parteilosen Abgeordneten Giannini selbst.
Bei PCS und PSS war es gängige Praxis, von ihnen zugehörigen Ratsmitgliedern nach deren Wahl undatierte Rücktrittserklärungen abzuverlangen, um diese bei Verstößen gegen die Parteidisziplin ihres Amtes entheben zu können. Obwohl zwischenzeitlich sechs Mitglieder PCS und PSS verlassen hatten, verfügten die Parteien noch über deren Blanko-Rücktrittsschreiben. Mit Datum zum 19. September reichten PCS und PSS alle 35 Rücktrittserklärungen ein, also auch die ihrer abtrünnigen Mitglieder. Damit wurde die Mindeststimmzahl des Rates unterschritten.
Die Capitani Reggenti lösten den Rat auf und setzten neue Wahlen auf den 3. November fest. Da der Rat keine neuen Capitani gewählt hatte, war der legale Status der bisherigen Capitani über ihre Amtszeit hinaus ab 1. Oktober ungeklärt. Dies bedeutete eine Verfassungskrise. Die Capitani Reggenti beauftragten die Gendarmeria (die Polizeieinheit San Marinos), den Palazzo Pubblico (den Regierungssitz) in San Marino abzusperren. Die bisherigen Oppositionsparteien protestierten, die Mitglieder der PSIS forderten, die in ihrem Namen übergebenen Rücktritte als ungültig anzusehen.
Die 31 Abgeordneten der neuen Ratsmehrheit versammelten sich vor der Kathedrale der Hauptstadt und stellten Ansprüche an die Staatsführung, nachdem sie ein neues von Federico Bigi, Alvaro Casali, Pietro Giancecchi und Zaccaria Giovanni Savoretti geleitetes Regierungskomitee ins Leben gerufen hatten. Ihrer Meinung nach war die fehlgeschlagene Wahl der neuen Reggenti ein Staatsstreich. Allerdings bildeten sie weder eine neue Regierung noch ernannten sie neue Staatsführer. 
Infolge dieser Ereignisse kam es zwar nicht zu Unruhen, doch das Spannungsklima dauerte fort. In den folgenden Tagen suchten alle politischen Parteien Unterstützung und Kontakte bei italienischen Politikern.

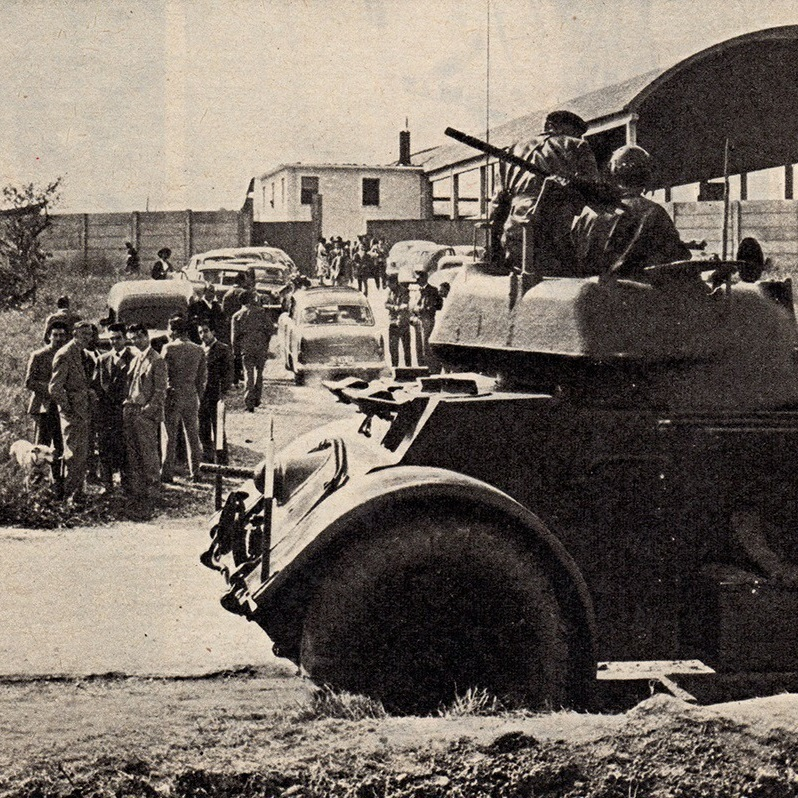
Schließung der Grenzen durch italienische Carabinieri

## Die Unruhen von Rovereta
Am Abend des 30. September besetzten die Abgeordneten der neuen selbsternannten Mehrheit Rovereta, ein Industriegebiet der Gemeinde Serravalle in einer durch italienisches Staatsgebiet umschlossenen san-marinesischen Landzunge. Am 1. Oktober um Mitternacht, also bei Amtsablauf der Regierenden Capitani Reggenti, riefen die Mitglieder des Regierungskomitees eine provisorische Regierung aus, deren Mitglieder Federico Bigi, Alvaro Casali, Pietro Giancecchi und Zaccaria Giovanni Savoretti waren. Kurz danach schlossen italienische Carabinieri, teilweise mit Panzern, alle drei an Italien grenzende Seiten des Gebiets. Die italienische Regierung erkannte umgehend die provisorische Regierung als legitim an. 
Nach der Bildung der provisorischen Regierung berief die Regierung der Capitani Reggenti in der Stadt San Marino eine freiwillige Milizeinheit (Corpo di Milizia Volontaria) ein, denn ein militärischer Einmarsch der provisorischen Regierung in Richtung Hauptstadt mit Hilfe italienischer Soldaten war nicht auszuschließen.
In diesem zunehmend gespannten Zustand, gesteigert durch die Einfuhr vieler Waffen aus Italien und das Scheitern der Verhandlungsversuche, zeigte sich der Leiter der Gendarmeria (die san-marinesische Polizeieinheit) Ettore Sozzi im Stande, die öffentliche Ordnung aufrechtzuerhalten. 
Ebendieser Sozzi erhielt am 8. und 9. Oktober von der provisorischen Regierung die Vollmacht, die öffentliche Sicherheit zu erhalten und den Auftrag zur Bildung einer neuen Gendarmeria-Einheit in der Hauptstadt. 

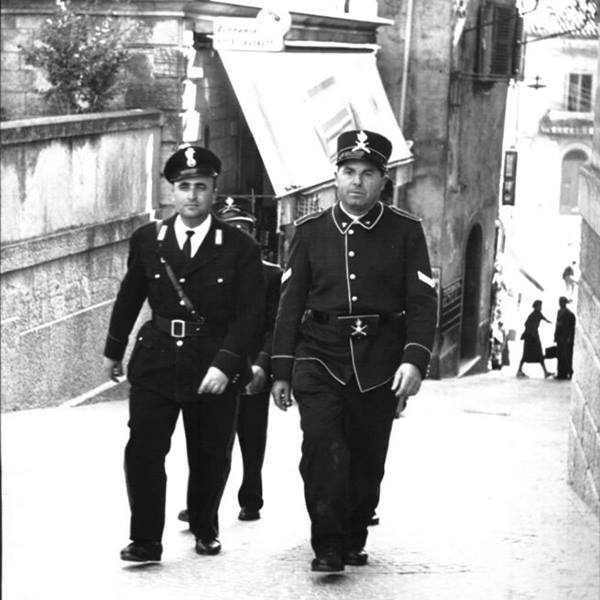
Gendarm und ein Milizionär der provisorischen Regierung gehen die Straße zum Pianello in San Marino hinauf.

## Machtübernahme durch die die provisorische Regierung
Am 11. Oktober 1957 setzten die amtierenden Reggenti der Krise ein Ende, erkannten die provisorische Regierung an und lösten die freiwillige Milizeinheit auf. Am 14. Oktober verließ die provisorische Regierung ihr Hauptquartier in Rovereta und bestieg den Titano, um im Regierungspalast die Regierung zu übernehmen.
Am 23. Oktober 1957 wurde eine neue Regierung (Congresso di Stato) vom Parlament (Consiglio Grande e Generale) gewählt und am 27. Oktober wurde eine neue Regentschaft, bestehend aus Marino Valdes Franciosi und Federico Micheloni, ernannt. Die Zuteilung der Geschäftsbereiche (Dicasteri) erfolgte bei den Kabinettssitzungen vom 30. Oktober und 12. November, dabei wurde Federico Bigi im 11. Kabinett erstmals Außenminister San Marinos (Segretario di Stato per gli Affari Esteri e Politici). Die san-marinesische Verfassung kennt keinen Regierungschef, im diplomatischen Protokoll nimmt der Außenminister die Rolle des Regierungschefs ein.
Eine der Amtshandlungen der provisorischen Regierung war die Einführung des Frauenwahlrechts. Am 13. September 1959 fanden allgemeine Wahlen statt, aus denen die Koalition aus Partito Socialista Indipendente Sammarinese und Christdemokraten als Sieger hervorging. Diese Koalition wurde auch nach der Parlamentswahl 1964 fortgesetzt.